# Al-'Aqaba
al-ʿAqaba (in arabo ﺍﻟﻌﻘﺒـة‎?) è una modesta altura che si trovava al termine di un sentiero moderatamente ripido (questo infatti il letterale significato della parola araba) che partiva dalla Mecca. Il luogo era immediatamente a sud della Mecca, nella zona dove in età preislamica si effettuavano forse nel primitivo hajj riti cultuali in memoria dei defunti e dove oggi si svolge invece la cerimonia della cosiddetta lapidazione del demonio, col lancio di 7 pietruzze a ognuna delle tre steli che rappresentano Iblīs, detto appunto "il lapidato" (al-rajīm).
In questa località si svolsero nel più stretto segreto due importantissimi incontri tra Maometto e gli emissari della cittadina di Yathrib, costitutivi di quella che sarebbe stata presto la Umma islamica.

## La Prima ʿAqaba
Ebbe luogo nel 620. Dodici abitanti di Yathrib, sensibili al richiamo monoteistico di Muhammad, giunsero in margini ai riti del ḥajj (cui anche le tribù della città-oasi partecipavano) per tessere un'alleanza, che fu sancita dal cosiddetto "Giuramento della ʿAqaba" (in arabo بيعة العقــبة‎?, bayʿat al-ʿAqaba, ovvero "Giuramento delle donne" (in arabo بيعة ﺍﻟﻨﺴﺎء‎?, bayʿat al-nisāʾ), con ciò intendendo affermare che l'impegno a difendere il Profeta e i suoi seguaci sarebbe stato identico a quello che essi avrebbero espresso per tutelare la vita e l'onore delle loro stesse donne.
I nomi dei dodici partecipanti sono, per Ibn Isḥāq:
1. Asʿad b. Zurāra
2. Saʿd b. al-Rabiʿ
3. ʿAbd Allāh b. Rawāḥa
4. Rāfiʿ b. Mālik
5. al-Barāʾ b. Maʿrūr
6. ʿAbd Allāh b. ʿAmr
7. ʿUbāda b. al-Ṣāmit
8. Saʿd b. ʿUbāda
9. al-Mundhir b. ʿAmr
10. Usayd b. Ḥuḍayr
11. Saʿd b. Khaythama
12. Rifaʿa b. ʿAbd al-Mundhir

mentre per Ibn Hishām sono:
1. Asʿad b. Zurāra
2. ʿAwf b. al-Ḥārith b. Rifāʿa
3. Muʿādh b. al-Ḥārith b. Rifāʿa
4. Rāfiʿ b. Mālik
5. Dhakwān b. ʿAbd Qays
6. Qutba b. ʿĀmir
7. ʿUbāda b. al-Ṣāmit
8. ʿUqba b. ʿĀmir
9. Abū ʿAbd al-Raḥmān Yazīd b. Thaʿlaba
10. al-ʿAbbās b.ʿUbāda

tutti dei B. Khazraj, mentre dei B. Aws erano presenti:
11 Abū l-Ḥaytham Malik b. al-Tayyihān
12 ʿUwaym b. Sāʿida.
I dodici ritornarono nella loro città e ad essi Maometto volle si unisse il Compagno Muṣʿab b. ʿUmayr, dei Banu ʿAbd Manāf, con l'incarico di diffondere e spiegare il contenuto dei versetti coranici fino ad allora rivelati.

## La Seconda ʿAqaba
L'anno successivo alla "Prima ʿAqaba", cioè nel 621, si ebbe un nuovo incontro tra abitanti di Yathrib e Maometto, nello stesso luogo del primo convegno, in margine ai riti del ḥajj, durante i cosiddetti "ayyām al-tashrīq".

Questa volta il numero di partecipanti fu assai maggiore e in tale occasione essi prestarono al Profeta il cosiddetto "Giuramento di guerra" (bayʿat al-harb ), nel senso che gli abitanti di Yathrib s'impegnavano a difendere eventualmente con le armi Maometto e i suoi seguaci meccani.
I convenuti furono 75 musulmani, fra cui due donne ( Nusayba bint Kaʿb bani ʿAmr, dei Banu Māzin banu al-Najjār e Asmāʾ bint ʿAmr  baniʿAdī, dei Banū Salama ).
L'accordo conseguito permise il 16 luglio del 622 l'Egira a Maometto e alla sua settantina di seguaci, partiti prima di lui per Yathrib che, da quel momento in poi, fu chiamata dai musulmani Medina, dall'espressione araba "Città del Profeta" (Madīnat al-Nabī ).